# Witold Chodakiewicz
Witold Janusz Chodakiewicz (ur. 21 września 1937 w Wilnie) – polski urzędnik, działacz opozycji demokratycznej w PRL.

## Życiorys
Absolwent Wydziału Budownictwa Wodnego Politechniki Gdańskiej (1960). W latach 1953–1968 członek Zrzeszenia Studentów Polskich. Uczestnik Programu Narodów Zjednoczonych ds. Rozwoju (Wielka Brytania 1985, RFN 1986). W latach 1960–1962 stażysta w Hydrobudowie w Gdańsku; 1963–1971 kierownik pracowni w Zakładzie Badań i Doświadczeń Budownictwa Wodnego w Warszawie, stypendysta International Association for the Exchange of Students for Technical Experience w Holandii (1963), specjalista w ZBiD Budownictwa Kolejowego w Warszawie (1971–1977), kierownik Centralnego Laboratorium Budownictwa Kolejowego Przedsiębiorstwa Robót Kolejowych 7 w Warszawie (1977–1982).
Na przełomie lat 70./80. w PRL był działaczem opozycji demokratycznej. W latach 1977–1980 współpracownik KSS KOR. Członek NSZZ Solidarność. Po wprowadzeniu stanu wojennego z 13 grudnia 1981 był internowany w Białołęce, zwolniony 12 czerwca 1982. We wrześniu 1982 zwolniony z pracy. Od 1982 do 1990 adiunkt w Instytucie Badawczym Dróg i Mostów w Warszawie.
Dwukrotnie pełnił stanowisko Podsekretarza Stanu w Ministerstwie Transportu i Gospodarki Morskiej: od 13 sierpnia 1990 do 18 listopada 1993 oraz w rządzie Jerzego Buzka od 12 stycznia 1998 do 26 października 2001.  W wyborach samorządowych w 2002 bez powodzenia ubiegał się o mandat radnego sejmiku mazowieckiego z listy Prawa i Sprawiedliwości. W 2002 zasiadł w Radzie Nadzorczej Zakładów Naprawczych Taboru Kolejowego i Miejskiego w Warszawie sp. z o.o., a od 2003 do 2005 był członkiem rady nadzorczej Metra Warszawskiego sp. z o.o.. Na początku 2004 został mianowany przez prezydenta Warszawy Lecha Kaczyńskiego pełnomocnikiem ds. budowy Mostu Północnego w Warszawie.
W 1999 otrzymał odznakę Zasłużony Działacz Kultury. 21 września 2006 został odznaczony Krzyżem Oficerskim Orderu Odrodzenia Polski za wybitne zasługi dla niepodległości Rzeczypospolitej Polskiej, za działalność na rzecz przemian demokratycznych w kraju, a 26 lutego 2019 otrzymał Krzyż Wolności i Solidarności za zasługi w działalności na rzecz niepodległości i suwerenności Polski oraz respektowania praw człowieka w Polskiej Rzeczypospolitej Ludowej.
Jego kuzynem jest Chris Cieszewski, a synem Marek Jan Chodakiewicz.